# Sam Hardy (Schauspieler)

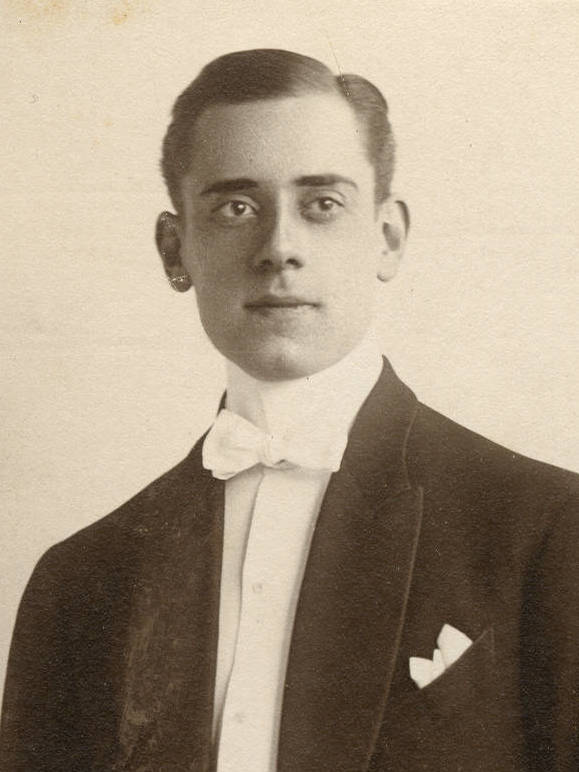
Sam Hardy

Samuel B. Hardy (* 21. März 1883 in New Haven, Connecticut; † 16. Oktober 1935 in Hollywood, Kalifornien) war ein US-amerikanischer Drehbuchautor und Schauspieler.

## Leben
Sam Hardy wurde 1883 in New Haven im US-Bundesstaat Connecticut geboren. Er brach kurz nach der Jahrhundertwende sein Studium an der Yale University ab, um Theaterschauspieler zu werden. In der Folge hatte Hardy einigen Erfolg am New Yorker Broadway, für die Zeit zwischen 1904 und 1923 sind dort Auftritte in elf Produktionen nachgewiesen.
Zudem war Hardy als Filmschauspieler in der Stummfilmära und der beginnenden Tonfilmära tätig; insgesamt sind rund 85 Filmauftritte für ihn belegt. 1915 spielte er in dem Film Judy Forgot mit, das auf einem Bühnenstück basierte, an dem er zuvor bereits mitgewirkt hatte. Im August 1931 wurde Hardy für seinen Auftritt in dem Film The Miracle Woman von Frank Capra mit einem Photoplay Award ausgezeichnet. Seine dem modernen Publikum noch bekannteste Rolle dürfte die des Theateragenten Charles Weston in den Eingangsszenen des Filmklassikers King Kong und die weiße Frau von 1933 sein.
1935 schrieb Hardy auch am Drehbuch für Man on the Flying Trapeze mit W. C. Fields in der Hauptrolle, dieser war ein guter Freund von ihm.
Hardy war mit Betty Scott verheiratet. Er erkrankte im Oktober 1935 während der Dreharbeiten zu dem Film Shoot the Chutes mit Eddie Cantor in der Hauptrolle. Dabei überlebte der 52-jährige Schauspieler eine Notoperation im Krankenhaus nicht und starb an Darmproblemen.

## Filmografie
- 1915: Judy Forgot
- 1915: Over Night
- 1917: At First Sight
- 1918: Onkel Tom’s Hütte (Uncle Tom’s Cabin)
- 1918: A Woman’s Experience
- 1919: Almost Married
- 1919: His Father’s Wife
- 1921: Get-Rich-Quick Wallingford
- 1923: Mighty Lak’ a Rose
- 1923: Little Old New York
- 1925: Das Halbweltmädchen (The Half-Way Girl)
- 1925: Bluebeard’s Seven Wives
- 1926: When Love Grows Cold
- 1926: The Savage
- 1926: The Great Deception
- 1926: Prince of Tempters
- 1927: The Perfect Sap
- 1927: Fräulein – Bitte Anschluss! (Orchids and Ermine)
- 1927: High Hat
- 1927: Broadway Nights
- 1927: The Life of Riley
- 1927: A Texas Steer
- 1928: Burning Up Broadway
- 1928: Turn Back the Hours
- 1928: The Big Noise
- 1928: Diamond Handcuffs
- 1928: The Butter and Egg Man
- 1928: The Night Bird
- 1928: Outcast
- 1928: Give and Take
- 1929: The Rainbow
- 1929: The Rainbow Man
- 1929: A Man’s Man
- 1929: On with the Show!
- 1929: Big News
- 1929: Fast Company
- 1929: Acquitted
- 1929: Mexicali Rose
- 1929: The Girl from Mexico
- 1930: Der Autowüstling (Burning Up)
- 1930: Song of the West
- 1930: True to the Navy
- 1930: The Gay Nineties
- 1930: Borrowed Wives
- 1930: The Leather Pushers
- 1930: Reno
- 1931: June Moon
- 1931: The Millionaire
- 1931: Annabelle’s Affairs
- 1931: The Miracle Woman
- 1931: The Magnificent Lie
- 1931: Peach O’Reno
- 1932: The Dark Horse
- 1932: Make Me a Star
- 1932: The Phantom of Crestwood
- 1933: Face in the Sky
- 1933: Goldie Gets Along
- 1933: King Kong und die weiße Frau (King Kong)
- 1933: The Big Brain
- 1933: Ein Stück vom Mond (Three-Cornered Moon)
- 1933: Ann Vickers
- 1933: Curtain at Eight
- 1934: Die Glückspuppe (Little Miss Marker)
- 1934: Aunt Sally
- 1934: I Give My Love
- 1934: Transatlantic Merry-Go-Round
- 1934: Night Alarm
- 1934: The Gay Bride
- 1935: Break of Hearts
- 1935: Hooray for Love
- 1935: Powdersmoke Range